# Irena Lasiecka
Irena Lasiecka (née en 1948) est une mathématicienne polonaise-américaine, professeure d'université en mathématiques et présidente du département de mathématiques à l'Université de Memphis. Elle est également co-éditeur en chef de deux revues universitaires, Applied Mathematics & Optimization et Evolution Equations & Control Theory.
Ses domaines d'étude sont les équations aux dérivées partielles et la théorie du contrôle liée, les équations aux dérivées partielles non-linéaires, la théorie de l'optimisation, le calcul des variations, et la stabilisation aux limites.

## Enfance et éducation
Irena Lasiecka est née et a grandi en Pologne, où elle reçoit sa première base en mathématiques. Elle étudie les mathématiques pendant de nombreuses années à l'Université de Varsovie, où elle obtient sa Maîtrise universitaire ès sciences en mathématiques appliquées, en 1972. Lasiecka obtient son doctorat en 1975, également à l'Université de Varsovie, sous la supervision de Andrzej Wierzbicki,.

## L'enseignement

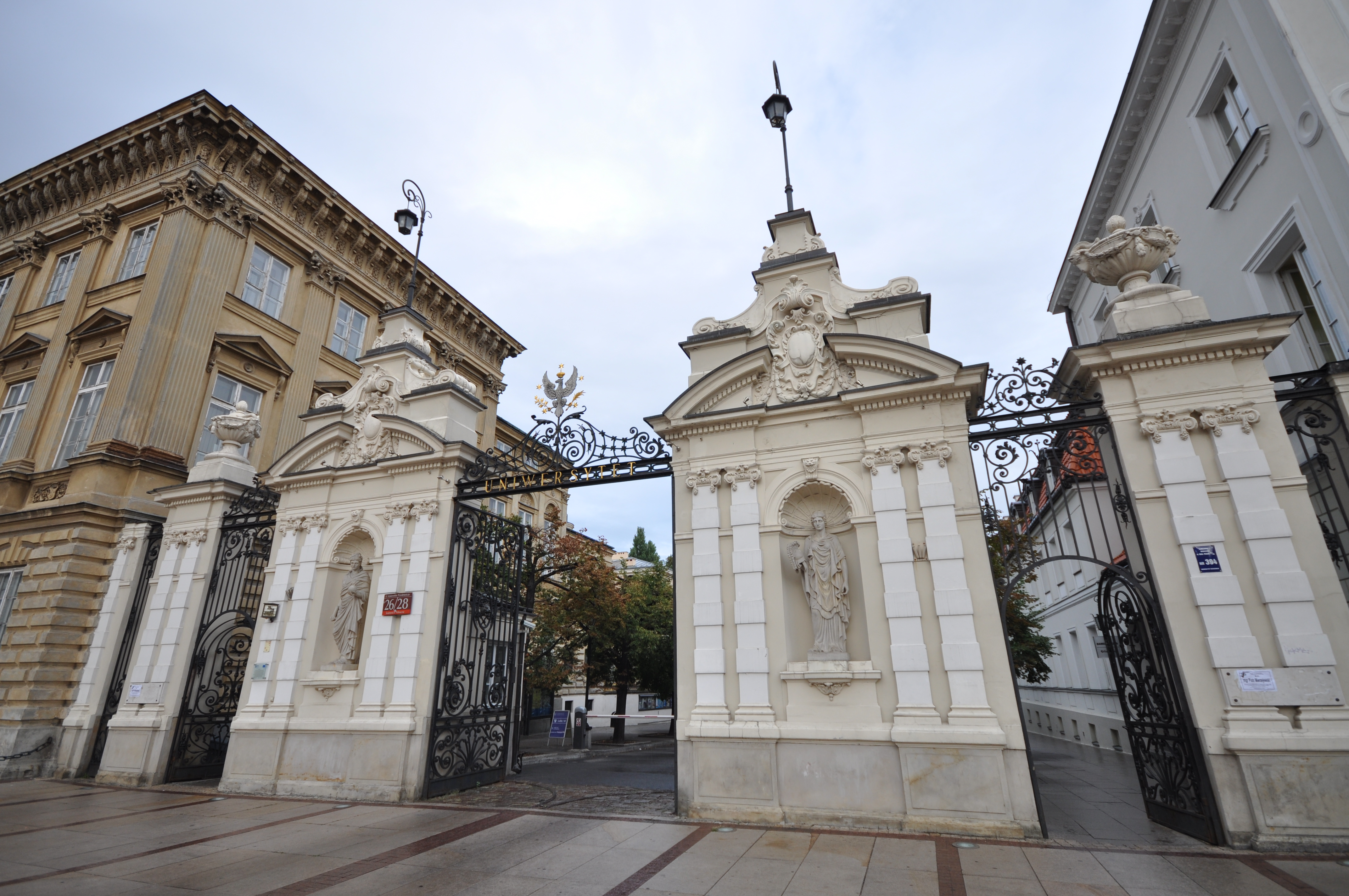
L'université de Varsovie, où Irena Lasiecka a étudié pendant de nombreuses années.

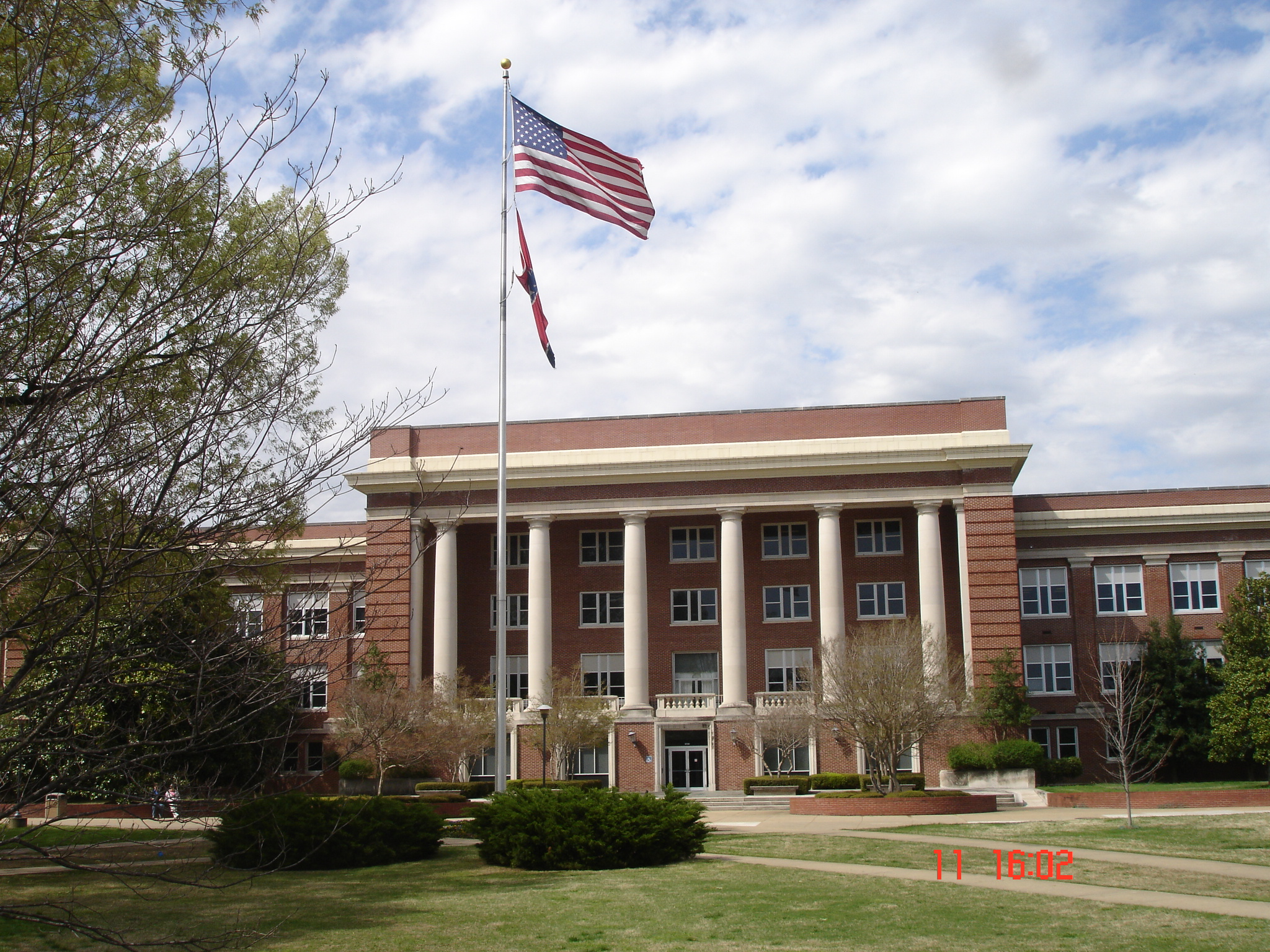
L'université de Memphis, où Irena Lasiecka est actuellement enseignante.

Après l'obtention de son doctorat, Lasiecka commence à transférer ses connaissances en mathématiques appliquées à d'autres personnes, en plus de ses études et recherches plus personnelles. Son premier poste d'enseignant a été à l'Académie polonaise des sciences de 1975 à 1980, et quelques années plus tard, elle part aux États-Unis, enseignant à l'Université de Californie à Los Angeles (1977-1980), puis l'université de Floride à Gainesville (1980-1987), l'université de Virginie à Charlottesville (1987-2011) et l'Université de Memphis depuis 2013.

## Domaines d'étude en mathématiques appliquées

### Optimisation
Lasiecka travaille à optimiser les systèmes différentiels, qui est une équation qui lie une fonction à ses dérivés. Elle a beaucoup écrit sur ce sujet dans son ouvrage collaboratif Contemporary Mathematics: Optimization Methods in Partial Differential Equations.

### La théorie du contrôle
La théorie du contrôle est l'un des principaux domaines d'étude d'Irena Lasiecka. Elle commence son livre, Mathematical Control Theory of Coupled PDEs, avec une description de ce qu'est la théorie du contrôle. Elle énoncé : « Le point de vue classique adopté dans l'étude des équations différentielles consistait en l'analyse (passive)  des propriétés d'évolution affichées par une équation spécifique, ou une classe d'équations, en réponse à des informations données. La théorie du contrôle, cependant, injecte un mode actif de synthèse dans l'étude des équations différentielles : elle cherche à influencer leurs dynamiques d'évolution en sélectionnant et en synthétisant des données appropriées (fonctions d'entrée ou des fonctions de contrôle) à partir d'une classe pré-attribuée, pour atteindre un certain résultat  ou une performance souhaités. ».
En termes plus simples, la théorie du contrôle est la capacité à influencer le changement dans un système, quelque chose qui change au fil du temps. 
Irena utilise cette théorie pour mieux comprendre les équations aux dérivées partielles. Elle tente de répondre aux questions sur la façon de tirer avantage d'un modèle afin d'améliorer les performances du système. Cette idée est jumelée à son désir de comprendre les solutions mathématiques des problèmes de situations bien-posées et de régularité, de stabilisation et de stabilité, et de contrôle optimal pour des problèmes d'horizon fini ou infini ainsi que l'existence et l'unicité des équations de Riccati associées. Dans Mathematical Control Theory of Coupled PDEs, Lasiecka étudie ce concept à travers les ondes et les modèles hyperboliques. Ce livre a été écrit dans le but « d'aider les ingénieurs et les professionnels impliqués dans la science des matériaux et en génie aérospatial à résoudre des problèmes de contrôle théoriques fondamentaux. Les mathématiciens appliqués et les ingénieurs théoriques ayant un intérêt dans les mathématiques de l'analyse quantitative trouveront ce texte utile. ». 

## Prix et distinctions (sélection)
En 2014, elle est devenue fellow de l'American Mathematical Society « pour ses contributions à la théorie du contrôle des équations aux dérivées partielles, de mentorat et ses engagements au sein de sociétés professionnelles. ».
- SI Highly Cited Researcher
- Prix de l'université de Varsovie, 1975, pour une thèse de doctorat
- Prix de l'Académie polonaise des sciences 1979, pour l'ensemble de ses contributions scientifiques
- "Creativity Extension Award" décerné par la National Science Foundation, 1987
- Silver Core Award de l'International Federation for Information Processing (IFIP), 1989
- University Research Initiative Award  de AFOSR, 1989-1992
- Conférences Barrett - Maître de conférences principal, Univ. de Tennessee, Mars 1997
- IEEE Distinguished Lecturer 1999-2002
- ConférenceCMBS-NSF , Conférencier principal, Mathematical Control Theory of Coupled PDEs, Univ. du Nebraska, 4-9 août, 1999
- Distinguished Visiting Scholar, Texas Tech University, Mars 2000
- IEEE Fellow  2004
- Nommée au Conseil Consultatif International de l'Académie polonaise des Sciences, 2006
- Technical Achievement Award en 2006 à Budapest, en Hongrie, par l'ICNPAA - Congrès International sur l'Analyse non linéaire et Applications
- Prix Reid SIAM 2011, doté de 10 000$[7].
- Classée par StateStats.org en haut de 26 Femmes Professeurs en Virginie, le 9 mai 2013
- Titulaire de la chaire « Commonwealth Professor of Mathematic »s depuis août 2011, à l'Université de Virginie

## Publications (livres)
- Differential and Algebraic Riccati Equations with Applications to Boundary/Point Control Problems: Continuous Theory and Approximation Theory (avec R. Triggiani), Springer Verlag, Lecture Notes 164, 1991, 160p.
- Research monograph, Deterministic Control Theory for Infinite Dimensional Systems, vols. I and II (avec R. Triggiani) Encyclopedia of Mathematics, Cambridge University Press, 1999.
- Research monograph, Stabilization and Controllability of Nonlinear Control Systems Governed by Partial Differential Equations (avec R. Triggiani) in preparation under a contract from Kluwer Academic Publishers.
- NSF-CMBS Lecture Notes: Mathematical Control Theory of Coupled PDE's, SIAM, 2002.
- (en) Giuseppe Da Prato, Peer Christian Kunstmann, Alessandra Lunardi et Irena Lasiecka, Functional Analytic Methods for Evolution Equations, Berlin-Heidelberg, Springer, 2004, xxxiv-474 (ISBN 3540230300).
- Tangential Boundary Stabilization of Navier-Stokes Equations (avec V. Barbu et R. Triggiani), Memoirs of AMS, vol. 181, 2005.
- Long-Time Behavior of Second-Order Equations with Nonlinear Damping (wiavec th I. Chueshov), Memoirs of AMS, Vol. 195, 2008.
- Von Karman Evolutions (avec I. Chueshov), Monograph Series, Springer Verlag, 2010.
- SISSA Lecture Notes: Well-Posedness and Long-Time Behavior of Second-Order Evolutions with Critical Exponents, AMS Publishing.

Irena a écrit et édité de nombreuses revues de recherche et d'articles en plus de ces livres.